# Philobrya modiolus
Philobrya modiolus is een tweekleppigensoort uit de familie van de Philobryidae. De wetenschappelijke naam van de soort is voor het eerst geldig gepubliceerd in 1913 door Suter.